# 明登 (路易斯安那州)
明登（英語：Minden）是美国路易斯安那州下属的一座城市。根据2020年美國人口普查，该市有人口11,928人。。人口有51.7%为黑人。